# Campagne sous-marine soviétique de la mer Baltique en 1944
Front de l'Est (Seconde Guerre mondiale)
Batailles
- Campagne de 1941
- Campagne de 1942
- Campagne de 1943
- Campagne de 1944
- Campagne de 1945

La campagne sous-marine soviétique de la mer Baltique en 1944 a été lancée par la marine soviétique pour harceler les moyens maritimes et navals ennemis du Troisième Reich sur le front de l'Est pendant la Seconde Guerre mondiale. D'autres opérations ont également été lancé par les Alliés contre ses transports, impliquant en particulier la Royal Navy dans les campagnes de l'Arctique. 

## Contexte
Après l'échec de l'offensive de l'année précédente, les Soviétiques n'ont pas tenté une nouvelle campagne jusqu'à ce que la Finlande signe l'armistice de Moscou le 9 septembre 1944, mettant fin à la guerre avec l'Union soviétique et engageant les hostilités avec l'Allemagne avec la guerre de Laponie. Cette décision a permis à la marine soviétique d'éviter les barrages de champ de mines dans le golfe de Finlande qui ont causé de lourdes pertes en 1942 et ont empêché le succès en 1943. 
Les sous-marins ShCh-310, ShCh-318 et ShCh-407 ont été les premiers à opérer en mer Baltique ouverte aux ports finlandais et pouvant naviguer hors des zones dangereuses avec l'aide d'officiers de marine finlandais, ils furent bientôt suivis par 12 autres sous-marins. Le 8 septembre (avant l'offensive proprement dite), le sous-marin soviétique M-96 a coulé sur une mine dans la baie de Narva. Ce fut la seule perte de sous-marin soviétique en 1944.

## Engagements
- 6 octobre : ShCh-407 a torpillé et coulé le marchand allemand Nordstern à l'ouest de Klaipéda.
- 8 octobre : ShCh-310 torpille et coule la drague allemande Bagger 3 et peu plus tard torpille et coule le navire de transport allemand Ro-24, à l'ouest de Ventspils.
- 9 octobre : le sous-marin soviétique S-13 a endommagé par des coups de feu le navire de pêche allemand Siegfried au nord de la baie de Dantzig.
- 12 octobre : le sous-marin soviétique S-4[5] a torpillé et coulé le navire de pêche allemand Taunus au large du Stolpe Bank.
- 13 octobre : S-4 a torpillé et coulé le pétrolier allemand Terra au nord-est de Łeba. Le même jour, le sous-marin soviétique Lembit[6] a torpillé et coulé le marchand allemand Hilma Lau au nord-est de Bornholm.
- 15 octobre : Lembit a torpillé et coulé le dragueur de mines auxiliaire allemand M-3619/Crabeels.
- 10 novembre : ShCh-309[7] a torpillé et coulé le marchand allemand Carl Cords au nord-ouest de Ventspils.

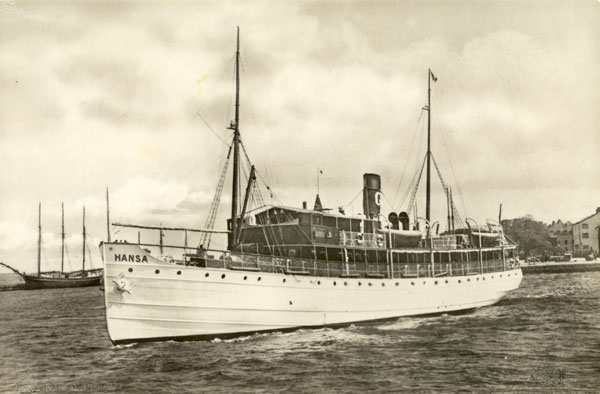
Paquebot suédois SS Hansa

- 21 novembre : le sous-marin soviétique L-21[8], après avoir posé un champ de mines, attaque et coule à la torpille le paquebot suédois neutre SS Hansa au nord-ouest de Halskuk.
- 28 novembre : le sous-marin soviétique K-51[9] a coulé au canon le bateau de pêche allemand Sollind.
- 1er décembre : K-51 a coulé au canon le bateau de pêche allemand Saar.
- 4 décembre : ShCh-407[10] a torpillé et coulé le marchand allemand Seeburg (12181 GRT) dans la baie de Dantzig.
- 7 décembre : ShCh-309 a torpillé et coulé le marchand allemand Nordenham au nord-ouest d'Uzava.
- 26 décembre : le sous-marin soviétique K-56[11] torpille et coule le marchand allemand Baltenland au large de la côte nord de la Pologne.
- 29 décembre : K-56 torpille et coule le marchand suédois Venersborg  au large de Bornholm.

## Opérations de guerre des mines
Entre octobre et décembre 1944, la marine soviétique a également employé les trois sous-marins de gauche (L-3, L-21 et Lembit) capables de lancer des opérations de minage dans des actions offensives, posant 77 mines. 

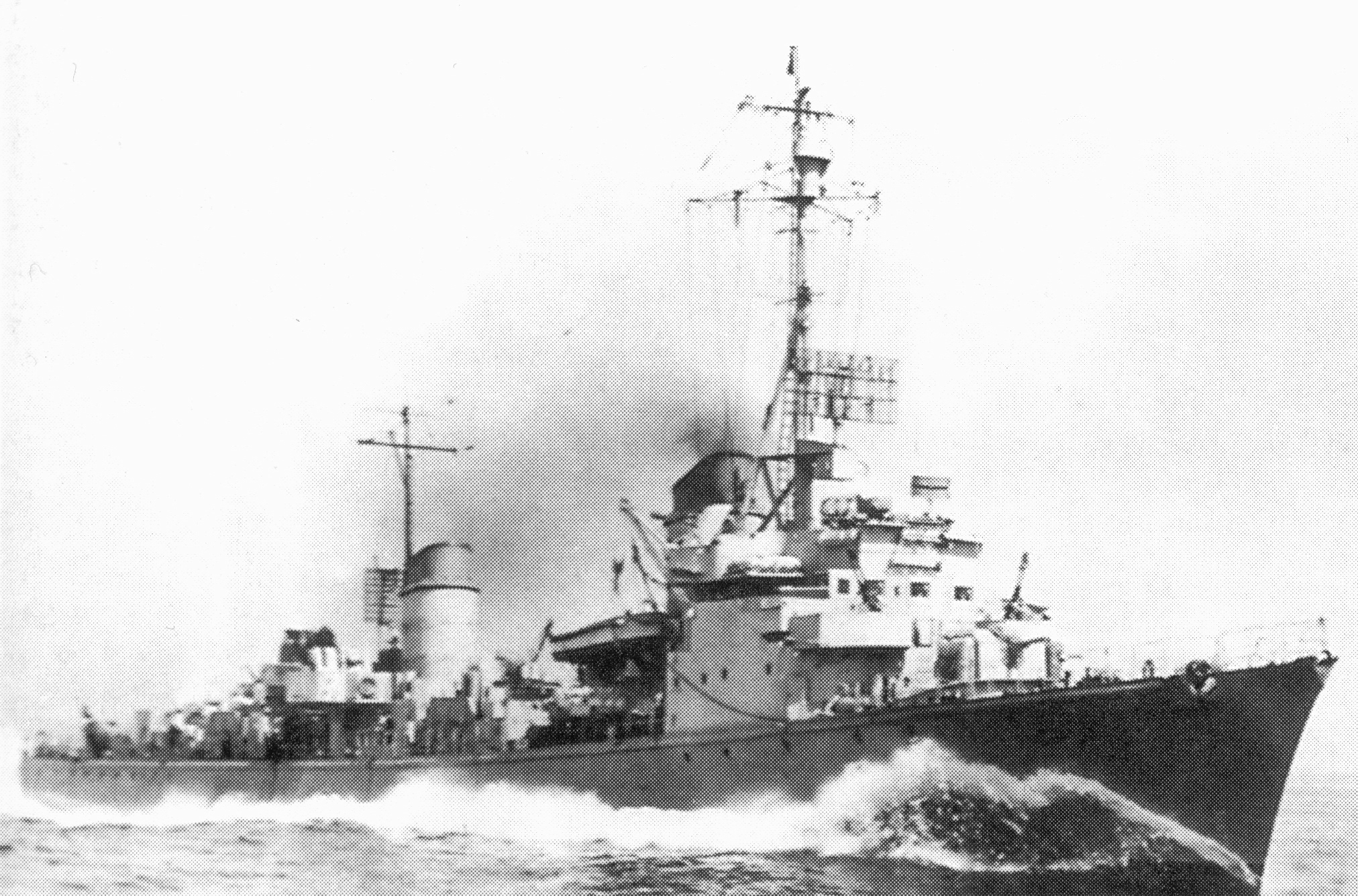
Torpilleur allemand de Type 1939

- 11 octobre : L-3[12] a posé un champ de mines au large du cap Arkona. Ces mines ont frappé les navires suivants :
  - 14 novembre, le navire-école allemand Albert Leo Schlageter a été endommagé.
  - 20 novembre, le torpilleur allemand T-34 de classe Type 1939 a coulé.
- 11 octobre : Lembit a posé des mines au large de Kołobrzeg.  Ces mines ont frappé les navires suivants:
  - 23 octobre, le remorqueur portuaire allemand Pioner-5.
  - 24 novembre, le patrouilleur auxiliaire allemand V-305 Halberstadt a été endommagé.
  - 24 novembre, le navire de pêche allemand Spreeufer a coulé.

Le 13 février 1945, le dragueur de mines allemand M-421 a été coulé.
- 23 novembre, le sous-marin L-21 a posé un champ de mines au large de Stolpe Bank. Ces mines ont frappé les navires suivants:
  - Le même jour, le marchand allemand Eichberg.
  - 24 novembre, le marchand allemand Elie.
  - 22 décembre, le marchand allemand Eberhard.

## Résultat
Contrairement aux offensives passées, aucun sous-marin soviétique n'a été perdu à cause des mines ou de l'action ennemie, tandis qu'un certain nombre de marchands et quelques navires de guerre allemands ont été coulés. Bien que réussie, l'offensive a commencé trop tard pour gêner sérieusement l'évacuation navale allemande de Tallinn entre le 18 et le 23 septembre 1944.